# Cecilie Smith
Cecilie Smith (1993) è un'ex sciatrice alpina norvegese.

## Biografia
Attiva in gare FIS dal novembre del 2008, la Smith non ha debuttato in Coppa Europa o in Coppa del Mondo né preso parte a rassegne olimpiche o iridate e si è ritirata al termine della stagione 2012-2013; la sua ultima gara in carriera è stata uno slalom speciale FIS disputato a Hemsedal il 21 aprile, che non ha completato.

## Palmarès

### Campionati norvegesi
- 1 medaglia:
  - 1 bronzo (supergigante nel 2012)